# 科紐吉島

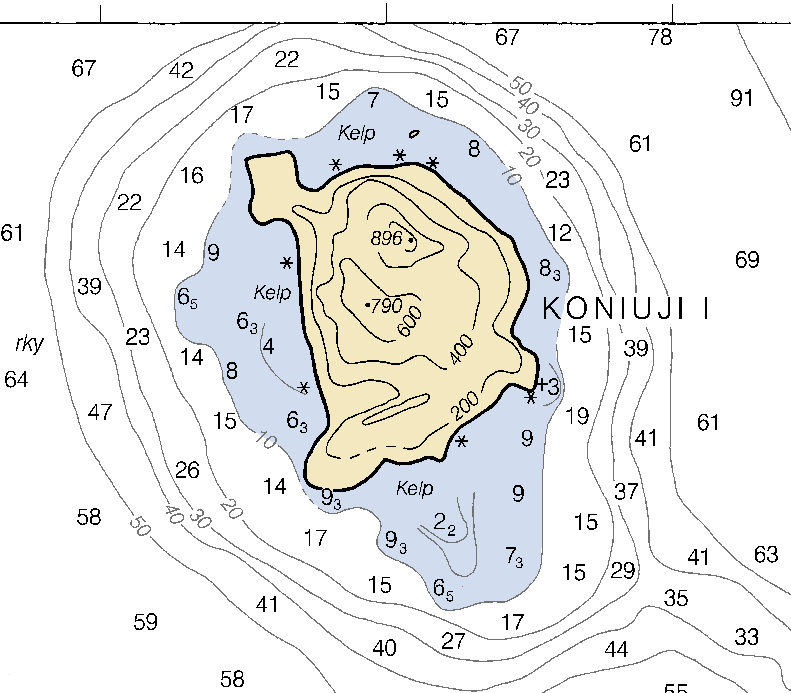

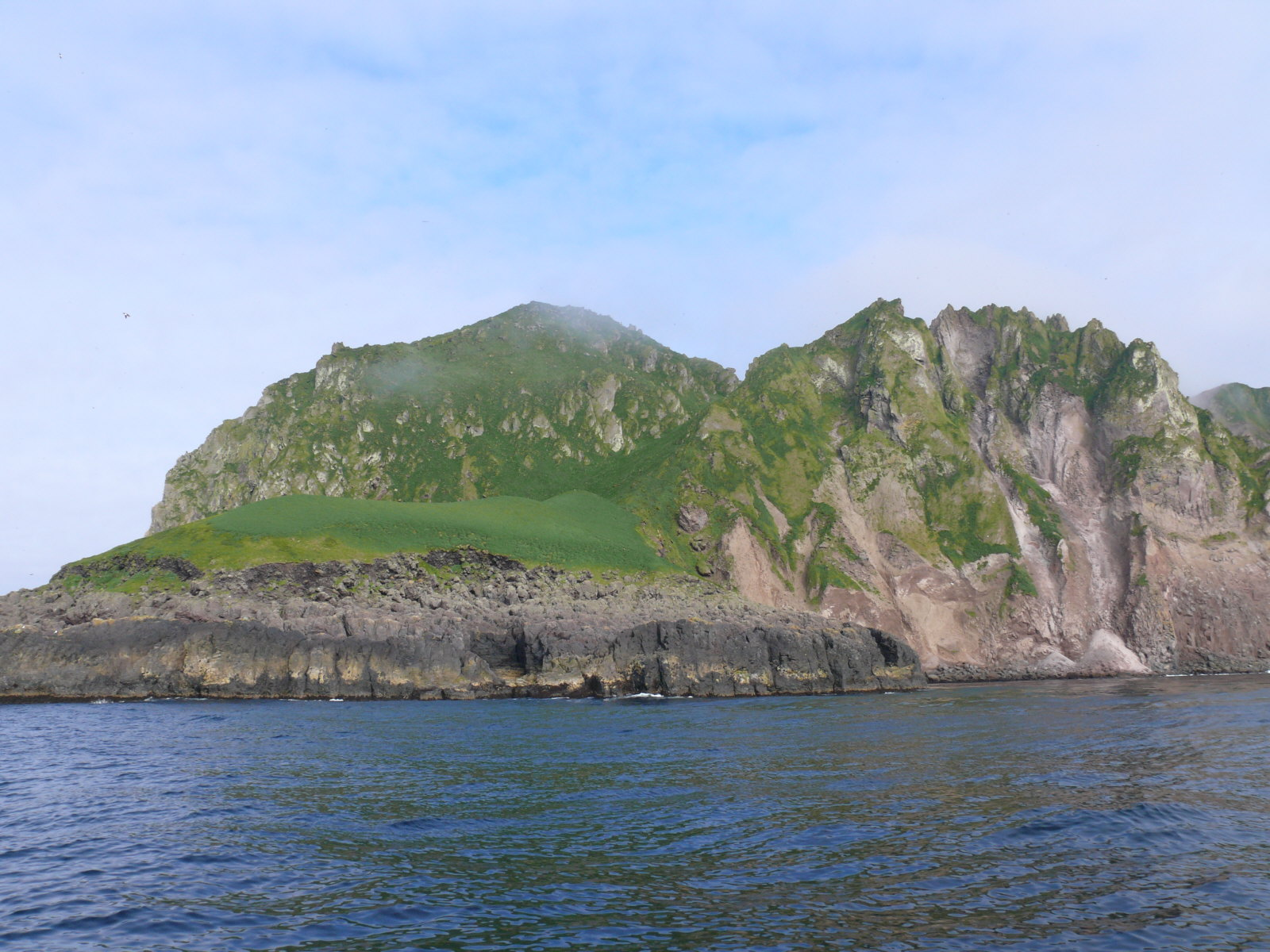

科紐吉島是美國的島嶼，位於阿特卡島以北16公里的太平洋海域，屬於安德烈亞諾夫群島的一部分，由阿拉斯加州負責管轄，長1.3公里，面積0.95平方公里，最高點海拔高度126米，島上無人居住。

## 外部連結
- Koniuji Island Photos （页面存档备份，存于） Photos from Koniuji Island, July 2008

52°13′20″N 175°07′55″W / 52.22222°N 175.13194°W